# Francisco de la Torre
Francisco de la Torre (geboren omstreeks 1460 - overleden omstreeks 1504) was een musicus en componist uit de Spaanse Renaissance.

## Biografie
Over zijn leven staat weinig bekend. Hij zou op 1 juli 1483 als zanger zijn aangesteld bij het koor van de hofkapel, de Capilla Real, van de koning van Aragón, waar hij 17 jaar lang bleef. Later werkte hij aan de kathedraal van Sevilla en op 10 februari 1503 kreeg hij de taak toegewezen het knapenkoor van de kathedraal te leiden.

## Oeuvre
- Villancico's:

1. "Dime, triste coraçón" (villancico op de wijze van "La folía")
2. "Pámpano verde"
3. "Justa fue mi perdiçión"
4. "¡Peligroso pensamiento!"
5. "La que tengo no es prisión"
6. "O quan dulce serías, muerte"
7. "Triste, ¿qué será de mí?"
8. "No fie nadie en amor"
9. "Pues que todo os descontenta"
10. "Adorámoste, Señor Dios" (geestelijk villancico)
- Romances:

11. "Damos gracias a tí, Dios"
12. "Pascua d'Espíritu Santo"
13. "Ayrado va el gentilonbre"
14. "Por los campos de los moros"
- Responsoria Defunctorum in Exequiis

15. "Paucitas"
16. "Libera me" (motet)
17. "Ne recorderis"
- Andere werken:

18. "Danza alta" (variatie op de basse dance "La Spagna")
19. "Adorámoste, Señor" ("danza de seises")
De werken worden in de volgende bronnen aangetroffen:
- Cancionero de la Colombina: 1
- Cancionero de Palacio: 2, 3, 4, 5, 6, 7, 8, 9, 10, 11, 12, 13, 14, 18, 19
- Cancionero de Segovia: 3, 4, 11, 19
- Toledo, archief van het kapittel van de kathedraal van Toledo, codex 21: Responsoria Defunctorum in Exequiis

## Discografie
- Francisco de la Torre. La Música en la Era del Descubrimiento. deel 6. Taller Ziryab. Dial Discos. 1990. Bevat het volledige werk.
- The Toledo Summit. The Orlando Consort. Harmonia Mundi HMU 907328. Bevat: Adorámoste, Señor en Justa fue mi perdiçión
- Los Ministriles. Spanish Renaissance Wind Music. Piffaro. Archiv Produktion 474 232-2. Bevat: Adorámoste, Señor
- Isabel I, Reina de Castilla. Luces y Sombras en el tiempo de la primera gran Reina del Renacimiento (1451 - 1504). Jordi Savall. La Capella Reial de Catalunya. Alia Vox AV 9838. Bevat: Danza alta
- El Cancionero de la Colombina (1451-1506). Música en el tiempo de Cristóbal Colón. Jordi Savall. Hespèrion XX. Astrée Auvidis E 8763/S. 1992. Bevat: Dime, triste coraçón
- Canciones Españolas. Teresa Berganza, Narciso Yepes, Félix Lavilla. DG 435 848-2. Bevat: Dime, triste coraçón en Pámpano verde
- El Cancionero de la Catedral de Segovia. Roberto Festa. Ensemble Daedalus. Accent ACC 9176. 1991. Bevat: Justa fue mi perdiçión.